# Ecgberht I de Northumbria
Ecgberht (fallecido en 873) fue rey de Northumbria a mediados del siglo IX. La información sobre este periodo de la historia de Northumbria es escasa y sabemos muy poco de Ecgberht.
Aparece por primera vez tras las muertes de Ælla y Osberht en batalla contra los Vikingos del Gran Ejército Pagano en York el 21 de marzo de 867. Simeón de Durham registra:
Casi todos los Northumbrianos fueron puestos en fuga y destruidos, los dos reyes muertos; los supervivientes hicieron paces con los paganos. Después de estos acontecimientos, los paganos nombraron a Egbert rey bajo su propio dominio; Egbert reinó seis años, sobre los Northumbrianos allende del Tyne.
Los historiadores presumen que Ecgberht gobernó como recaudador de impuestos para el Gran Ejército y que pertenecía a una de las muchas familias reales de Northumbria.
La siguiente información sobre Ecgberht es de 872:
Los Northumbrianos expulsaron a su rey Egbert, y su Arzobispo Wulfhere.
La muerte de Ecgberht se reporta en 873, y se cita que le sucedió Ricsige.